# Obrh (Ribnik)
Obrh is een gehucht in de gemeente Ribnik in de Kroatische provincie Karlovac. De plaats telt 15 inwoners (2001). De plaats is vooral bekend als geboorteplaats van Juraj Križanić, een van de eerste panslavisten.